# William Huskisson

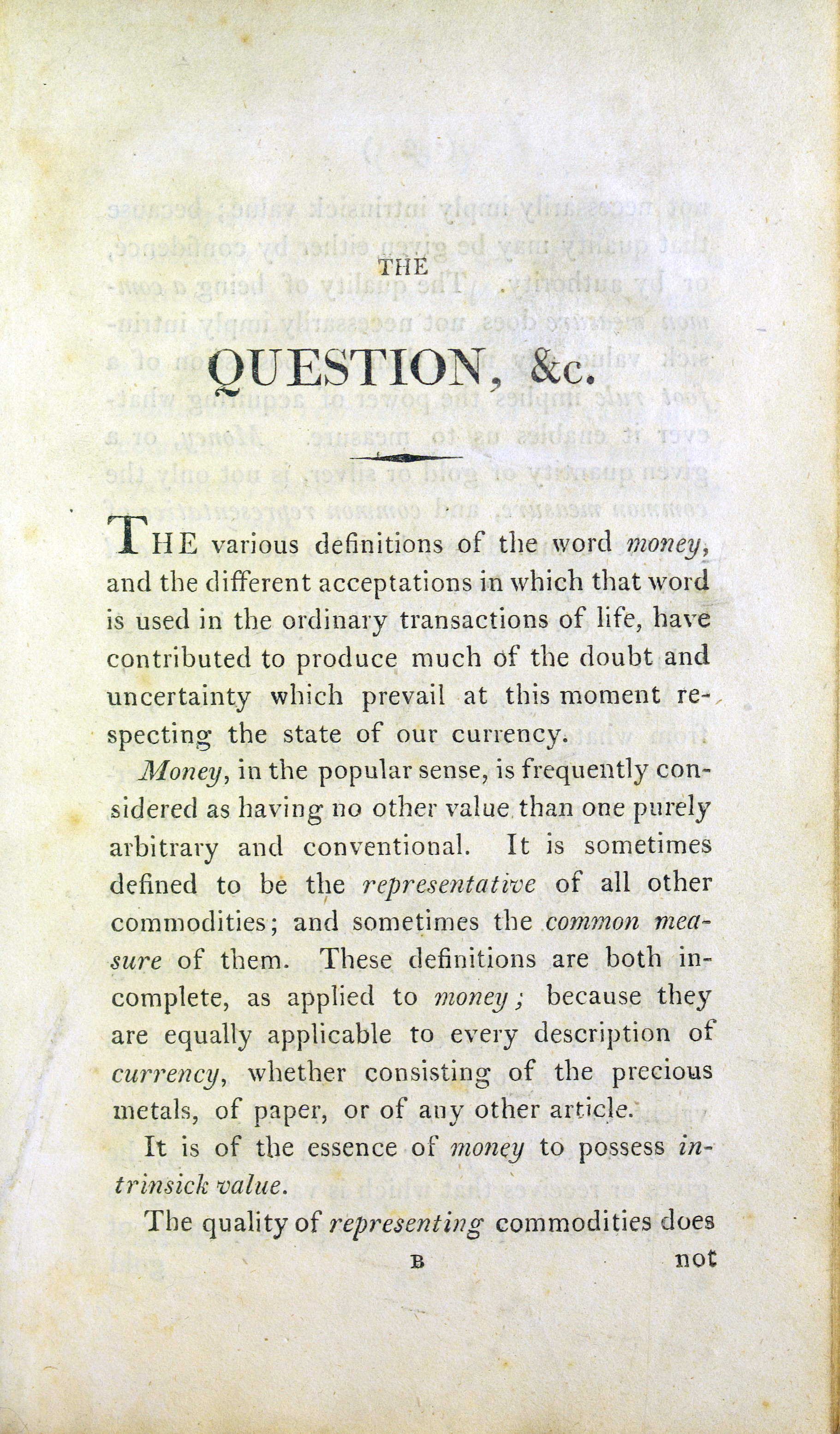
Question concerning the depreciation of our currency, 1810

William Huskisson (ur. 11 marca 1770 w Birtsmorton Court w hrabstwie Worcestershire, zm. 15 września 1830 w Manchesterze) – brytyjski polityk, członek stronnictwa torysów, minister w rządach lorda Liverpoola, George’a Canninga, lorda Godericha i księcia Wellington; ofiara pierwszego śmiertelnego wypadku w historii kolei.

## Życiorys
Był synem Williama i Elizabeth Huskissonów. W 1783 wyjechał do Paryża i zamieszkał u swojego wuja, dr. Richarda Gema, który pracował w brytyjskiej ambasadzie. Tam zainteresował się polityką. Był członkiem „Klubu 1789”. Popierał wprowadzenie we Francji monarchii konstytucyjnej. 29 sierpnia 1790 wygłosił mowę pt. Sur les Assignats, dotyczącej wydawania asygnaty przez rząd francuski. W latach 1790–1792 blisko współpracował z brytyjskim ambasadorem w Paryżu lordem Gowerem. Wraz z nim powrócił do Wielkiej Brytanii w 1792.
Po powrocie Huskisson znalazł sobie możnych protektorów – premiera Williama Pitta Młodszego i ministra spraw wewnętrznych Henry’ego Dundasa. Ponieważ Huskisson znał biegle język francuski, Dundas powierzył mu nadzór na egzekwowaniem Aliens Act, który dotyczył głównie francuskich emigrantów.
W 1795 otrzymał stanowisko podsekretarza ds. wojny. Rok później uzyskał miejsce w Izbie Gmin jako reprezentant okręgu Morpeth, ale początkowo brał niewielki udział w debatach parlamentarnych. 6 kwietnia 1799 poślubił Emily Milbanke, ale nie doczekał się potomstwa. W 1800 odziedziczył majątek swojego wuja, dr Gema. W 1801 zrezygnował ze stanowiska po upadku gabinetu Pitta. Rok później bez powodzenia startował w wyborach w okręgu Dover, po czym wycofał się z czynnego życia publicznego.
Powrócił w 1804 wygrywając wybory uzupełniające w okręgu Liskeard. Po powrocie Pitta do władzy w tym samym roku, Huskisson został sekretarzem skarbu i pozostał na tym stanowisku do śmierci Pitta w 1806. W 1807 Huskisson zmienił okręg na Harwich. Kiedy premierem został książę Portland powrócił na stanowisko sekretarza skarbu, ale utracił to stanowisko w 1809. Rok później opublikował pamflet na brytyjski system walutowy. W 1812 ponownie zmienił okręg wyborczy, tym razem na Chichester.
Huskisson powrócił do rządu w 1814, obejmując stanowisko pierwszego komisarza ds. lasów. Nadal jednak udzielał się w sprawach finansowych. Brał udział w debatach o ustawach zbożowych w 1814 i 1815. Pomimo iż był zwolennikiem wolnego handlu, uważał, że ustawy zbożowe są konieczne dla ratowania brytyjskiego rolnictwa. W 1819 wystosował memorandum do lorda Liverpoola dotyczące redukcji długu państwowego. W 1823 został członkiem gabinetu jako przewodniczący Zarządu Handlu i skarbnik floty. W tym samym roku został deputowanym z okręgu Liverpool. Zreformował Akty Nawigacyjne, nadając większe prawa statkom obcych bander. Obniżył taryfy handlowe i zabiegał o przywrócenie związkom zawodowym prawa do legalnego działania. Popierał również budowę linii kolejowej łączącej Liverpool z Manchesterem.
W 1827 premier lord Goderich powierzył Huskissonowi tekę ministra wojny i kolonii oraz przewodniczącego Izby Gmin. Pozostał na tym stanowisku, kiedy premierem został w styczniu 1828 książę Wellington. Jednak brak porozumienia z kolegami z gabinetu spowodował, że w maju 1828 Huskisson zrezygnował ze stanowiska. Wraz z innymi postępowymi torysami (tzw. frakcja „Canningites”) przeszedł do opozycji. Głosował za równouprawnieniem katolików, ale nie wziął udziału w żadnej debacie w tej kwestii. W Izbie Gmin zasiadał do swojej śmierci w 1830.
Huskisson jest pierwszą znaną ofiarą wypadku na kolei. Wypadek miał miejsce podczas oficjalnego otwarcia kolei 15 września 1830 z udziałem Huskissona oraz księcia Wellingtona. Parowóz zmiażdżył mu lewą nogę. Były minister został natychmiast przewieziony do Manchesteru, gdzie zmarł kilka godzin później. Został pochowany na cmentarzu św. Jakuba w Liverpoolu.